# Glaresis lomii
Glaresis lomii är en skalbaggsart som beskrevs av Müller 1942. Glaresis lomii ingår i släktet Glaresis och familjen Glaresidae. Inga underarter finns listade i Catalogue of Life.